# Caló des sa Torre
Die Caló des sa Torre ist ein Strand im Osten der Baleareninsel Mallorca. Die Caló des sa Torre gehört zum Gebiet der Gemeinde Santanyí.

## Lage und Beschreibung
Die Caló des sa Torre befindet sich in dem Ort Portopetro südlich des Hafens in einer Seitenbucht.
Die Bucht hat eine Breite von etwa 25 Metern und eine Länge von etwa 50 Metern.
Rund um die Bucht liegen Hotels, Apartment- und Privathäuser.

## Hotels
- Residencia cala barca